# Sportbootvereinigung
Die Sportbootvereinigung (SBV) e.V. im Deutschen Motoryachtverband ist mit etwas mehr als 5500 Mitgliedern die größte Vereinigung, die dem Deutschen Motoryachtverband angeschlossen ist. Sie wurde am 2. September 1989 in Hamburg gegründet und ist im dortigen Vereinsregister eingetragen. Die Geschäftsstelle ist in Duisburg.

## Zweck
Die Sportbootvereinigung bietet Skippern Rat und Hilfe an und lässt sie an der touristischen, technischen und sportlichen Weiterentwicklung der Sportschifffahrt teilhaben. Sie kooperiert mit den Mitgliedsvereinen des Deutschen Motoryachtverbandes und tritt nicht in deren Konkurrenz.
Der überregionalen Bedeutung wird die Sportbootvereinigung auch durch die Orte der alle zwei Jahre stattfindenden Mitgliederversammlung gerecht: 1991 in Düsseldorf, 1993 in Mainz, 1995 und 1997 in Duisburg, 1999 in Berlin, 2001 in Kassel, 2003 in Essen, 2005 in Nürnberg, 2007 in Wiesbaden, 2009 in Bremerhaven, 2011 in Papenburg, 2013 in Bingen am Rhein, 2015 in Kressbronn am Bodensee, 2016 in Senftenberg, 2018 in Wilhelmshaven, 2021 in Stralsund und 2023 in Dausenau.

## Sportschiffertag
Anlässlich des 30-jährigen Bestehens der Sportbootvereinigung wurde 2019 zum Sportschiffertag nach Dresden eingeladen. Die Kombination aus Fachvorträgen, wassersportlichem Austausch und einem attraktiven Rahmenprogramm fand großen Anklang. Eigentlich sollte der Sportschiffertag danach regelmäßig in den Jahren zwischen den Mitgliederversammlungen durchgeführt werden. Pandemiebedingt verschob sich die zweite Veranstaltung jedoch auf 2022, wo sie in Zusammenarbeit mit dem Koninklijke Nederlandsche Motorboot Club im niederländischen Volendam stattfand. Zum dritten Sportschiffertag traf man sich 2024 in Berlin-Köpenick.

## Leistungen
Über eine Gruppenversicherung werden günstige Tarife für die Kasko-, Wassersporthaftpflicht- und  Charter-Versicherung angeboten. Weitere Vorteile gibt es beim Besuch von Wassersportmessen, der Pannenhilfe auf See und zwei speziellen Charterangeboten.
Als so genannte Stützpunkte werden Yachthäfen bezeichnet, mit denen die Sportbootvereinigung Sonderkonditionen für ihre Mitglieder ausgehandelt hat. An den deutschen Binnenwasserstraßen gibt es sechs SBV-Stützpunkte, in Italien zwei und in Österreich und Kroatien jeweils einen SBV-Stützpunkt.